# Talkivka, Novohrad-Volînskîi
Talkivka (în ucraineană Тальківка) este un sat în comuna Barvînivka din raionul Novohrad-Volînskîi, regiunea Jîtomîr, Ucraina.

## Demografie
Componența lingvistică a localității Talkivka
     Ucraineană (100%)
Conform recensământului din 2001, toată populația localității Talkivka era vorbitoare de ucraineană (100%).